# Vojsko, Idrija
Vojsko este o localitate din comuna Idrija, Slovenia, cu o populație de 197 de locuitori.